# Гадсден (Алабама)
Га́дсден (англ. Gadsden) — город в США, на северо-востоке штата Алабама, административный центр округа Этова.

## История

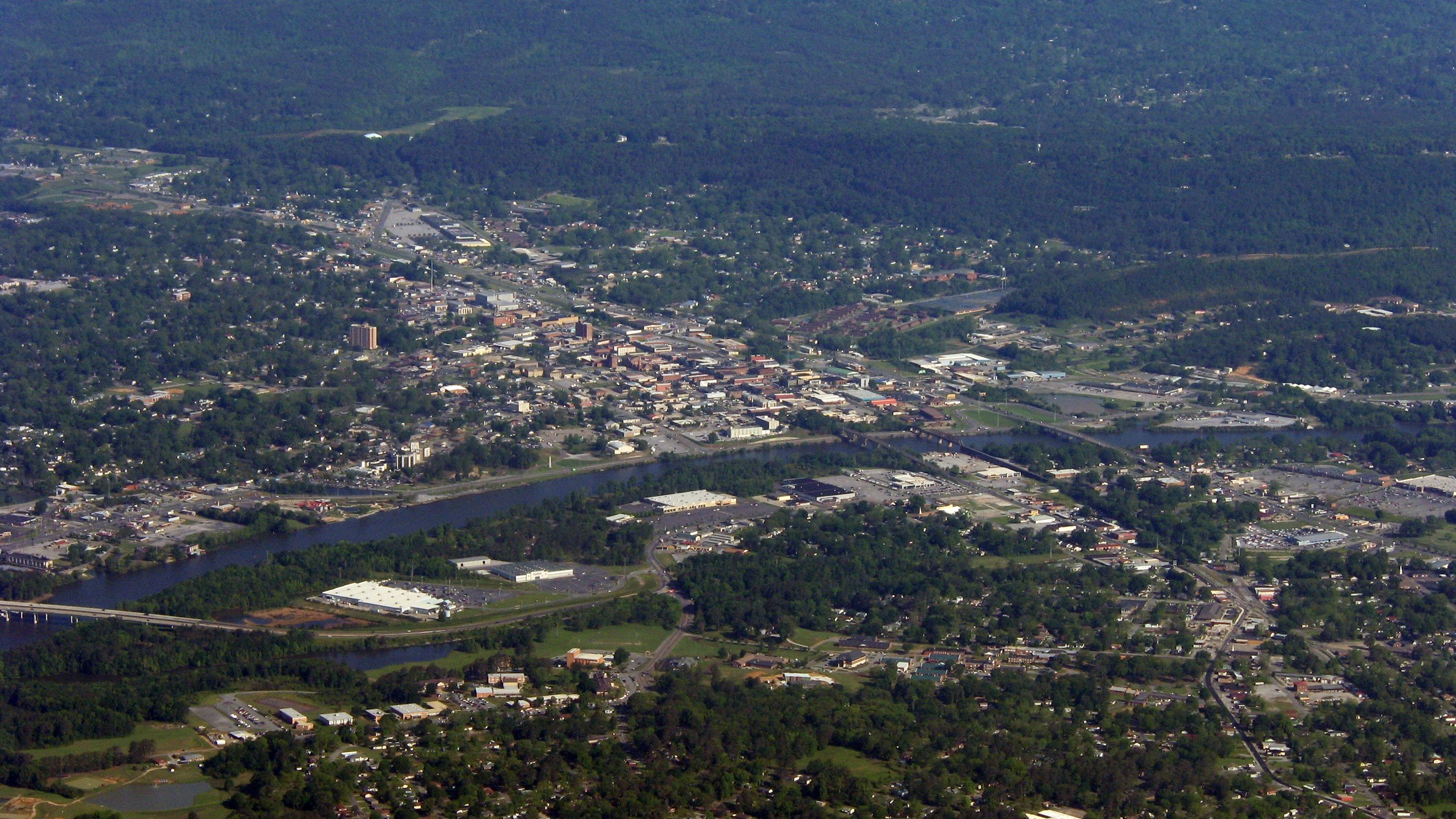
Вид с воздуха на центр города

В 1825 году на месте Гадстена было основано первое постоянное поселение белых, которое называлось Дабл-Спрингс. Оно было основано поселенцем Джоном Райли, который построил здесь дом, ставший впоследствии станцией дилижансов на дороге Хантсвилл — Ром. В 1840 году дом был куплен братьями Хьюз, которые выкупили значительные территории в этих местах и предполагали строительство через них железной дороги из Саванны в Нашвилл. Впоследствии город был назван в честь американского дипломата и бизнесмена Джеймса Гадсдена, известного благодаря подписанию договора о покупке Соединёнными Штатами у Мексики территории площадью 120 000 км² (южная часть штатов Аризона и Нью-Мексико).
Во второй половине XIX века город был вторым крупнейшим промышленным и торговым центром штата, уступая только городу-порту Мобил. В 1970-х и 1980-х годах большинство промышленных предприятий города закрылись и Гадсден начал приходить в упадок.
В 1991 году город получил премию All-America City Award (с англ. — «Всеамериканский город») присуждаемую Национальной гражданской лигой, которую неофициально называют «Нобелевской премией за конструктивное гражданство» и которая выдается за активную гражданскую позицию жителей некорпоративных сообществ Соединённых Штатов в жизни местного самоуправления.

## География и климат
Площадь города составляет 96,3 км², из них 3,1 км² (3,25 %) занимают поверхностные воды. Расположен на реке Куса, в 90 км к северо-востоку от города Бирмингем и в 145 км к юго-западу от города Чаттануга. Вблизи города проходит межштатная автомагистраль I-59.
Климат города характеризуется как субтропический океанический. Средняя дневная температура января составляет +5,2 °C; средняя дневная температура июля: +27,0 °C. В среднем, температуры опускаются ниже нулевой отметки 60 дней в году и поднимаются выше отметки +32 °C также 60 дней в году. Распределение осадков на протяжении года — довольно равномерное; средняя годовая норма осадков — 1386 мм.

## Население
Население города по данным на 2013 год — 36 542 человека.
Население города по данным переписи 2000 года — 38 978 человек. Плотность населения — 418 чел/км². Расовый состав: белые (62,69 %); афроамериканцы (34,00 %); коренные американцы (0,30 %); азиаты (0,53 %); жители островов Тихого океана (0,08 %); представители других рас (1,22 %) и представители двух и более рас (1,17 %). Латиноамериканцы всех рас составляют 2,67 % населения.
23,0 % населения города — лица в возрасте младше 18 лет; 9,5 % — от 18 до 24 лет; 25,3 % — от 25 до 44 лет; 22,0 % — от 45 до 64 лет и 20,1 % — 65 лет и старше. Средний возраст населения — 39 лет. На каждые 100 женщин приходится 85,2 мужчин. На каждые 100 женщин в возрасте старше 18 лет — 80,1 мужчин.
Средний доход на домохозяйство — $24 823, средний доход на семью — $31 740, средний доход на душу населения — $15 610. Около 18,1 % семей и 22,9 % населения живут за чертой бедности.
Динамика численности населения города по годам:
| 1950   | 1960   | 1970   | 1980   | 1990   | 2000   | 2010   |
| ------ | ------ | ------ | ------ | ------ | ------ | ------ |
| 55 725 | 58 088 | 53 928 | 47 565 | 42 523 | 38 978 | 36 856 |

## Достопримечательности
В Гадсдене расположен парк Ноккалула-Фолс, отличительной чертой которого является водопад высотой 27 м.

## Известные уроженцы
- Yelawolf — американский рэпер
- Бет Грант — американская актриса
- Санни Мабри — американская актриса